# Le Procurateur de Judée
Le Procurateur de Judée est une nouvelle d'Anatole France, publiée en 1892 dans L’Étui de nacre, mettant en scène un Ponce Pilate âgé et antisémite.

## Résumé
Discutant avec son vieil ami Lamia, Ponce Pilate se souvient avec amertume de ses fonctions en Judée et nourrit un fort ressentiment à l'égard des Juifs. Mais se souvient-il de Jésus ?
Anatole France tente, dans cette histoire, de reconstituer la psychologie romaine, ce qui implique en particulier d'exposer des propos sans y faire entrer les jugements de l'homme moderne. L'antisémitisme romain y est donc exposé directement, quoique tempéré par les propos de Lamia. D'autres traits antiques, généralement tenus aujourd'hui pour choquants, sont décrits de la même manière dans d'autres récits similaires de France, comme la prostitution des enfants dans la deuxième partie de Sur la pierre blanche.
La conception que France se fait de l'histoire n'exclut pas cette sorte d'exercice d'érudition littéraire, puisque s'il ironise sur la scientificité de cette discipline, il la considère néanmoins comme un mélange d'art et d'érudition.

## Le personnage de Ponce Pilate
Anatole France dépeint, sous les traits du Ponce Pilate historique, le caractère de l'antisémite moderne : justifiant sa haine par des accusations de fanatisme religieux et de complot, Ponce Pilate exprime l'idée que le peuple Juif devra être exterminé pour le salut de Rome :
« Ne pouvant les gouverner, il faudra les détruire. N’en doute point : toujours insoumis, couvant la révolte dans leur âme échauffée, ils feront éclater un jour contre nous une fureur auprès de laquelle la colère des Numides et les menaces des Parthes ne sont que des caprices d’enfant. Ils nourrissent dans l’ombre des espérances insensées et méditent follement notre ruine. En peut-il être autrement, tant qu’ils attendent, sur la foi d’un oracle, le prince de leur sang qui doit régner sur le monde ? On ne viendra pas à bout de ce peuple. Il faut qu’il ne soit plus.»
Alors que Pilate tient, dans le récit de France, des propos sceptiques et tolérants à l'égard des croyances, ce dont le mot « Qu'est-ce que la vérité ? » est l'expression historique, c'est pourtant son ami débauché, Lamia, qui le rappelle à des sentiments plus humains à l'égard des Juifs :
« Pontius, dit-il, je m’explique sans peine et tes vieux ressentiments et tes pressentiments sinistres. Certes, ce que tu as connu du caractère des Juifs n’est pas à leur avantage. Mais moi, qui vivais à Jérusalem, en curieux, et qui me mêlais au peuple, j’ai pu découvrir chez ces hommes des vertus obscures, qui te furent cachées. J’ai connu des Juifs pleins de douceur, dont les mœurs simples et le cœur fidèle me rappelaient ce que nos poètes ont dit du vieillard d’Ébalie. Et toi-même, Pontius, tu as vu expirer sous le bâton de tes légionnaires des hommes simples qui, sans dire leur nom, mouraient pour une cause qu’ils croyaient juste. De tels hommes ne méritent point nos mépris. »
Comme Gallion, dans Sur la pierre blanche (« II. Gallion »), le personnage de France n'est pas capable de voir l'importance historique d'un homme (ici Jésus), et l'évaluation qu'il fait des Juifs se résume à un antisémitisme dont les propos génocidaires sont pour France naturels aux hommes. L'ironie de ce conte est que Ponce Pilate est aveugle à la nouveauté religieuse et sociale, non du fait d'un esprit étroit, mais au contraire, outre son ressentiment, à cause de sa culture romaine tolérante à l'égard des croyances. Le cas est le même pour Gallion.

## Consulter le texte
- Anatole France, Le Procurateur de Judée, A. Ferroud — F. Ferroud, successeur, 1919, index Wikisource